# New York Is Now!
《New York Is Now!》는 미국의 재즈 색소폰 연주자이자 작곡가인 오넷 콜먼이 1968년 블루 노트 레코드에서 발매한 음반이다.
이 음반은 콜먼이 존 콜트레인의 전 밴드 동료인 드러머 엘빈 존스와 베이시스트 지미 게리슨, 그리고 테너 색소폰 연주자 듀이 레드먼과 동행하는 것을 본다. 보컬은 멜 퍼먼이 제공한다. 1968년 4월 29일(1, 2, 4, 6번 트랙)과 5월 7일(3, 5번 트랙) 두 세션으로 뉴욕 A&R 스튜디오에서 녹음되었다.

## 평가
| 전문가 평가                          | 전문가 평가 |
| 평가 점수                            | 평가 점수   |
| 출처                                 | 점수        |
| ------------------------------------ | ----------- |
| The Penguin Guide to Jazz Recordings | [ 3 ]       |
| Tom Hull                             | A−          |

필 프리먼은 "두 색소폰 연주자 사이의 상호작용은 치열했고, 존 콜트레인으로부터 차용된 리듬 섹션은 강력한 스윙과 실행 불가능한 진지함을 결합했습니다. 블루 노트에 있든 없든 간에 《New York is Now!》와 《Love Call》은 콜먼의 음반 중에서 독특합니다. 템포는 그의 다른 60년대 중반 음반보다 훨씬 느리지는 않지만, 여기서는 왠지 무겁게 느껴집니다. 지미 게리슨이 거대한 기타처럼 베이스를 치는 동안 엘빈 존스가 비트를 몰고 있습니다. 두 음반은 전체의 두 부분처럼 느껴지기도 하는 별개의 실체로 존재하는 것 같지도 않고, 작곡은 모두 활기를 공유하고, 더 느린 순간에는 1950년대 이후 오넷의 음악을 특징짓는 블루스의 깊은 느낌을 공유합니다."
올뮤직은 이 음반에 별 3개를 수여했고 비평가 톰 주렉은 "《New York Is Now!》는 오넷의 카탈로그에 있는 진정한 호기심의 작품 중 하나이다"라고 말했다. 주렉은 이 음반이 콜먼을 "어떤 의미에서, 그 자신과 갈등을 빚고 있다"고 보고 있으며, 그가 "조화적으로 추진되는 것보다 훨씬 더 양식적"이라고 생각한다. 특히, 그는 드러머 엘빈 존스가 음반의 느린 템포에 의해 제한된 사운드라고 주장한다. 주렉은 콜먼의 바이올린 연주에 대해서도 호의적이지 않다. 전반적으로, 그는 《New York Is Now!》를 "놀랍지는 않더라도 즐겁고 재미있는" 것으로 특징짓는다.

## 곡 목록
모든 곡들은 오넷 콜먼에 의해 작곡하였다.
| #  | 제목                                                              | 재생 시간 |
| -- | ----------------------------------------------------------------- | --------- |
| 1. | 〈The Garden of Souls〉                                           | 13:57     |
| 2. | 〈Toy Dance〉                                                     | 7:25      |
| 3. | 〈Broadway Blues〉                                                | 8:40      |
| 4. | 〈Broadway Blues (Alternate Version) (CD 재발행 시 보너스 트랙)〉 | 7:33      |
| 5. | 〈Round Trip〉                                                    | 6:17      |
| 6. | 〈We Now Interrupt for a Commercial〉                             | 3:19      |